# USS Long Beach (CGN-9)
USS Long Beach (CLGN-160/CGN-160/CGN-9) je bio raketna krstarica na nuklearni pogon u sastavu Američke ratne mornarice i jedini brod svoje klase. Bio je treći brod u službi Američke ratne mornarice koji nosi ime po gradu Long Beach u Kaliforniji.
Iako je napravljena samo jedna krstarica klase Long Beach ovom brodu pripada posebno mjesto ne samo u povijesti američke ratne mornarice već i u mornaričkoj povijesti općenito. Tako važno mjesto krstarica Long Beach zaslužila je kao prvi ratni brod na nuklearni pogon koji je uz to bio naoružan isključivo raketnim naoružanjem i mnogim naprednim elektroničkim sustavima.

## Uvod
Razvoj nuklearne tehnologije i raketnog oružja tijekom pedesetih godina prošlog stoljeća toliko je uznapredovao da je američka ratna mornarica odlučila pokrenuti projektiranje i gradnju strateški važnih plovila opremljenih novim sustavom pogona i novorazvijenim tipovima oružja. Nakon uspjeha prve podmornice na nuklearni pogon Nautilus bilo je jasno da će prioritet dobiti gradnja podmornica naoružanih balističkim projektilima i jurišnih podmornica. Uz njihov razvoj i gradnju američka ratna mornarica je pokrenula i projektiranje dva velika površinska ratna broda - nosača zrakoplova USS Enterprise (CVN-65) i krstarice Long Beach. Gradnja Enterpisea i Long Beacha išla je istodobno i oba su projekta trebala dokazati isplativost uporabe nuklearne tehnologije na površinskim brodovima. Budućnost je pokazala da se američka ratna mornarica na kraju odlučila da nuklearni pogon zadrži samo na nosačima zrakoplova, dok su krstarice, nakon nekoliko pokušaja ipak na kraju dobile klasični pogon s plinskim turbinama.

## Projekt
U početku je američka ratna mornarica razmatrala projektiranje i gradnju nove klase razarača ili "fregata" (DLGN) po značenju kojem se pridavao tim brodovima u pedesetim godinama prošlog stoljeća. Brod je trebao imati nekih 7.800 tona standardne istisnine, nuklearni pogon koji bi mu omogućio praktički neograničeni doplov i najmodernije raketno naoružanje. Koliko je američka ratna mornarica u pedesetim godinama vjerovala u tada potpuno nove vođene protuzračne raketne sustave najbolje govori činjenica da nisu planirali ugradnju topničkog naoružanja.
Gradnja nove krstarice odobrena je 15. listopada 1956. pod oznakom CLGN-160 i imenom USS Brooklyn ali je ono vrlo brzo promijenjeno u Long Beach. Već 6. prosinca iste godine oznaka je promijenjena u CGN-160, a 1. srpnja 1957. ponovno je promijenjena, ovaj put u CGN-9 i ta će oznaka ostati sve do odlaska Long Beacha iz operativne uporabe. Kobilica nove krstarice položena je 2. prosinca 1957.
Osnovna namjena nove krstarice bila je u praksi ispitati nuklearni pogon, vođene protuzračne i protubrodske sustave te tada vrlo napredne radarske sustave. Kako se vjerojatno ni američki Kongres ni Senat ne bi složili s gradnjom tako skupog ratnog broda samo radi ispitivanja za Long Beach je namijenjena uloga zaštite nosača zrakoplova, prije svega tada najnovijeg i najsuvremenijeg američkog nosača Enterprise, koji je također dobio nuklearni pogon. Gotovo istovjetni pogon, trebao je po tvrdnjama mornarice, omogućiti neometano djelovanje nosača zrakoplova po cijelom svijetu uz neprekidnu zaštitu krstarica koje više neće trebati stalno nadopunjavati gorivo i tako usporavati nosače.

## Operativna uporaba
Krstarica Long Beach porinuta je 14. srpnja 1959. u brodogradilištu Fore River Shipyard tvrtke Bethlehem Steel Co. u gradu Quincy. Kuma pri porinuću bila je Craig Hosmer, supruga tadašnjeg kalifornijskog kongresmena. Kako se radilo o konstrukcijski gledano potpuno novom brodu s potpuno novim pogonom, naoružanjem i elektroničkom opremom opremanje se odužilo. Tako je prva ispitna vožnja nuklearnog pogona obavljena tek 5. srpnja 1961. Nakon uspješnih ispitivanja svih sustava brod je predan mornarici 9. rujna 1961. i stavljen pod zapovjedništvo kapetana bojnog broda E. P. Wilkinsona. Krstarica je raspoređena u Atlantsku flotu s matičnom lukom u Norfolku. Prije ulaska u operativnu uporabu Long Beach je prošla kroz opsežna i intenzivna ispitivanja i obuku posade koja su se izvodila od 2. listopada do 16. prosinca 1961. Ispitivanja su pokazala potpunu pouzdanost svih sustava, osobito pogonskog i dokazala njegovu uporabljivost i na površinskim brodovima. Između 28. prosinca 1961. i 6. siječnja 1962. krstarica je obavila bojna gađanja svojim vođenim raketnim PZO sustavima nedaleko od Puerto Rica. Nakon toga je proglašena operativnom i krenula na svoju prvu zadaću - pokazivanje novog ponosa američke ratne mornarice prijateljskim moranaricama. Prvo odredište bila je njemačka luka Bremerhaven u koju je krstarica uplovila već 15. siječnja 1962.
U matičnu se luku vratila 7. veljače te je poslana na dodatne provjere i obuku posade duž Istočne obale i u blizini Kariba kako bi se 10. travnja mogla pridružiti brodovima Atlantske flote koji su održavali vježbu ispred obala North Caroline i Virginie. U toj vježbi Long Beach je služio kao zapovjedni brod admiralu Robertu H. Dennisonu, tadašnjem zapovjedniku Atlantske flote. Tijekom vježbe brod je posjetio predsjednik John F. Kennedy i potpredsjednik Lyndon B. Johnson. Tom je prilikom predsjednik John F. Kennedy, koji je također bio mornarički časnik tijekom II. svjetskog rata, zapovjedio neke izmjene na brodu.
Zbog te je zapovijedi Long Beach poslana na remont i nadogradnju u brodogradilište Philadelphia NSY, te na dodatne vježbe ispred Kariba. Tako se tek 6. kolovoza 1963. pridružila brodovima Šeste flote u Mediteranu u "Peacekeeping Operations". Tijekom tog krstarenja Long Beach je posjetila luke u Italiji, Turskoj, Španjolskoj i Francuskoj. U Norfolk se krstarica vratila 20. prosinca iste godine na zadaće ophodnje duž američke Istočne obale i oko Kariba. Za Mediteran je ponovno upućena 28. travnja 1964. kako bi se pridružila nuklearnom nosaču zrakoplova Enterprise i drugoj nuklearnoj krstarici (tada označenoj kao fregata) Bainbridge (DLGN-25) kako bi se 13. svibnja formirala prva udarna skupina brodova na nuklearni pogon.
Brodovi su ostali u Mediteranu, testirajući svoje maritimne mogućnosti sve do 13. svibnja 1964. kad su, pod zapovjedništvom komodora Bernarda M. Sterna iz Gilbratara krenuli na krstarenje oko svijeta (Operation Sea Orbit). Krstarenje je organizirano da bi se obilježilo slično koje je od 1907. do 1909. obavila američka Great White Fleet. Prava je namjena zapravo bila demonstracija snage američke ratne mornarice i pokazivanje mogućnosti njihovih novih ratnih brodova na nuklearni pogon. Uz to mornarica je htjela u praksi provjeriti mogućnosti djelovanja nuklearnih brodova bez osigurane uobičajene logističke potpore. Tijekom 58 dana provedenih u plovidbi Long Beach je prevalila više od trideset tisuća nautičkih milja dotad nezamislivom prosječnom brzinom od 25 čvorova, a da nije bila dopunjavana gorivom ili namirnicama. Krstarenje je iskorišteno i za brojne posjete političara i visokih časnika u državama istočne i zapadne Afrike. Posebna je pozornost posvećena posjetima Karačiju (Pakistan), Melbournu (Australija), Welingtonu (Novi Zeland) i Rio de Janeiru (Brazil) u državama koje su se tada i danas smatrale velikim američkim saveznicama. Krstarenje je okončano s velikim uspjehom i dokazalo je iskoristivost brodova na nuklearni pogon.
Long Beach se u Norfolk vratila 3. listopada 1964. kako bi se pridružila vježbama ispred američke Istočne obale i Kariba. Četvrtog lipnja 1965. krstarica je uplovila u Newport kako bi sudjelovala u Global Strategy Conference u Naval War Collegeu. Tom je prilikom krstarica postala zapovjedni brod viceadmirala Klebera S. Mastersona, zapovjednika Druge flote. U Norflok se krstarica vratila 23. lipnja te je poslana na vježbe s namjerom dodatne obuke posade. Od kolovoza 1965. do veljače 1966. nalazila se u Newport News Shipbuildingu zbog redovnog održavanja.
Nakon ponovnog vraćanja u operativnu službu premještena je iz Atlantske u Pacifičku flotu kako bi se pridružila američkim ratnim brodovima u Pacifiku i u ratnim aktivnostima u Vijetnamu. U svoju novu luku - Long Beach (Kalifornija) krstarica je uplovila 15. ožujka 1966. Ljeto 1966. iskorišteno je za dodatnu obuku posade i učenje mlađih časnika novoj taktici uporabe novih ratnih brodova na nuklearni pogon.
Na svoje prvo krstarenje Pacifikom i morima Dalekog istoka Long Beach je krenula 7. studenog 1966. koje je ujedno uključivalo i obavljanje borbenih operacija uz obale Vijetnama. Na svoju prvu PIRAZ (Positive Identification and Radar Advisory Zone) zadaću stigla je 30. istog mjeseca. PIRAZ zadaće uz vijetnamsku obalu oduzet će većinu vremena tog krstarenja. Tek će 8. travnja 1967. Long Beach zaploviti prema Sydneyu u Australiji na još jednu zadaću pokazivanja novog čuda američke tehnike. Taj će put potrajati sve do 27. travnja. U američkoj pomorskoj bazi Subic Bay na Filipinima krstarica se 23. travnja pridružila komemoraciji "Ironbottom Sound" za sve bitke i poginule u II. svjetskom ratu. Nakon ceremonije polaganja vijenaca krstarica je vršnom brzinom od 30 čvorova otplovila u jedan drugi rat - vijetnamski. U Sjedinjene Američke Države krstarica se vratila tek 4. srpnja 1967. na i te kako zasluženi odmor, ali i na dodatne vježbe i zadaće kako bi ostala u "dobroj formi" za nove zadaće u Vijetnamu.
Drugi odlazak u Vijetnamski rat počeo je 15. travnja 1968. i trajat će sve do 16. studenog iste godine. Bit će to jedno od najtežih krstarenja Long Beacha pri kojem su u Tonkingškom zaljevu PZO raketnim sustavom Talos oborena dva sjevernokorejska MiG-a. I tijekom 1969. krstarica će provesti neko vrijeme uz obale Vijetnama, ali bez većih uzbuđenja. Od ožujka 1970. do kraja 1971. krstarica je provela na velikom remontu u Mare Island Naval Shipyardu, pri čemu je drugi put zamijenjeno gorivo u nuklearnim reaktorima. Od ožujka 1972. do studenog iste godine Long Beach se opet našla u vodama Vijetnama. Upravo u to vrijeme Vijetnamski je rat dosegao svoj vrhunac, što se odrazilo i na djelovanje krstarice koja je oborila više neprijateljskih aviona te sudjelovala u spašavanju 17 američkih pilota koji su iskočili iz oborenih aviona.
Od studenog 1974. do lipnja 1975. krstarica je provela u rutinskim zadaćama unutar Sedme flote, te je u prosincu 1975. poslana na remont u brodogradilište Puget Sound NSY. Posebno važno razdoblje u operativnom vijeku krstarice Long Beach bilo je od siječnja do travnja 1979. kad je prošla kroz fazu modernizacije u brodogradilištu Puget Sound NSY, te tijekom 1986. i 1987. kad je sudjelovala u operaciji štićenja kuvajtskih tankera pod američkom zastavom od iranskih napada u Perzijskom zaljevu. Zadnja velika vojna operacija u kojoj je sudjelovala krstarica bila je Operation Desert Storm tijekom 1991. Nakon što su prvo odgođeni, a potom i potpuno odbačeni prijedlozi za veću modernizaciju Long Beach je, nakon gotovo trideset godina služenja, prvo ispisana s popisa operativnih brodova 2. srpnja 1994., da bi bila definitivno otpisana s popisa američke ratne mornarice 1. svibnja 1995.

## Opis broda
Krstarica Long Beach je prvi ratni brod američke ratne mornarice koji je projektiran nakon završetka II. svjetskog rata, što je samo dodatno povisilo njezinu cijenu. Na kraju je krstarica potpuno opremljena stajala 339 milijuna američkih dolara. Kad se uzme u obzir da je bila i jedini brod svoje klase krstarica Long Beach, uz nosač zrakoplova Enterprise (stajao je 444 milijuna američkih dolara) ulazi u najskuplje projekte američke ratne mornarice svih vremena (u obzir se mora uzeti tadašnja vrijednost dolara).
Long Beach ostat će zapamćena i po svom jedinstvenom izgledu, posebice nadgrađa koje je previsoko i predimenzionirano za brod te veličine. Do postavljanja jedinstvenog nadgrađa oblika kocke došlo je zbog potrebe da se na velike ravne površine smjeste antene radarskog sustava AN/SPS-32/33. Kako je isti sustav postavljen i na nosač Enterprise odlučeno je da se zbog jednostavnosti i smanjenja cijene na Long Beach ugradi nadgrađe Enterpisea. Kasnije se radarski sustav AN/SPS-32/33 pokazao kao nedjelotvoran i kompliciran za održavanje te je uklonjen, ali nadgrađe je ostalo sve do kraja operativne uporabe. Očito je da takvo rješenje i nije bilo loše iako više nikada nije iskorišteno niti za jedan ratni brod američke ratne mornarice. Tako je izgled krstarice Long Beach ostao jedinstven i lako prepoznatljiv, pa ju je nemoguće zamijeniti za neki drugi ratni brod.
Unatoč glomaznom nadgrađu krstarica je dobila vrlo vitko tijelo dužine 219,8 metara (721 stopu) i širine samo 22,3 metra (73 stope). Tako je dobivena vrlo vitka forma 1/9,85. Kad se uzme u obzir veličina, visina i masa nadgrađa to je vrlo dobar omjer. O maksimalnom gazu postoje dva podatka od 8,8 metara, a drugi od 9,4 metra. Za brod namijenjen djelovanju na otvorenim morima to i nije bio tako važan podatak.
Standardna istisnina krstarice bila je 14.200 tona, dok je pod punim opterećenjem iznosila čak 17.350 tona. Ako se u obzir uzme činjenica da Long Beach nije krcao gorivo, osim za brodski helikopter, sva razlika u istisnini odnosila se na uglavnom raketno naoružanje i provijant za posadu. Zbog toga je posada od 79 časnika i 1081 dočasnika i mornara mogla bez popune na brodu raditi više od 30 dana. Kasnije je nakon modernizacije brodskih sustava početkom osamdesetih broj posade još dodatno smanjen na 55 časnika i samo 770 dočasnika i mornara. S tom posadom Long Beach je mogla bez popune izdržati i dulje od dva mjeseca.
Nakon skidanja radarskih sustava AN/SPS-32 i AN/SPS-33 na krmeni dio broda postavljen je veliki rešetkasti jarbol na čiji je vrh postavljena antena sveprisutnog radara SPS-49 namijenjenog motrenju zračnog prostora. Takvi jarboli znatno pojačavaju radarski odraz broda, ali očigledno američkoj ratnoj mornarici to nije bilo važno.
Veće promjene obavljene su i na oružanim sustavima.

## Pogonski sustav
Krstarica Long Beach je prvi površinski ratni brod na nuklearni pogon u povijesti i trebala je dokazati isplativost ugradnje takvog pogona u velike ratne brodove. U tome je uspjela te je američka ratna mornarica u iduća dva desetljeća izgradila još osam krstarica pogonjenih nuklearnim reaktorima. Istina je i da više ni jedna nije u operativnoj upotrebi.
Za pogon Long Beacha odabrano je pogonsko postrojenje s dva reaktora C1W tvrtke Westinghouse koji su pokretali dvije parne turbine tvrtke General Electric. Ta je kombinacija davala snagu od 80.000 konjskih snaga. Snaga se prenosila na dva brodska pogonska vijka koji su mogli brod potjerati do vršne brzine od 30 čvorova. Postoje izvještaji da je Long Beach u nekim vožnjama postizala i nekoliko čvorova veće brzine, ali zbog novog i neprovjerenog pogona to se nije često događalo. Nuklearni je pogon odmah pokazao neke odlike. Prva je bila mogućnost postizanja vrlo visokih brzina krstarenja koje su rijetko bile manje od 25 čvorova. Današnje američke krstarice klase Ticonderoga mogu postići brzine krstarenja od 20 čvorova, ali im tada doplov pada na 6000 nautičkih milja. Kod Long Beacha nije bilo takvih problema. Zapravo je gorivo u nuklearnim reaktorima u 33 godine promijenjeno samo dvaput.

## Elektronička oprema
Zajedno s nosačem zrakoplova Enterprise krstarica Long Beach je dobila revolucionarno novi radarski sustav AN/SPS-32/33 namijenjen kontroli zračnog prostora na velikim udaljenostima. Revolucionarnost tog radarskog sustava očitovala se ponajviše u dva puta po četiri fiksne plošne antenske rešetke s faznim pomakom. Taj je radarski sustav trebao omogućiti potpunu kontrolu zračnog prostora bez obzira na broj objekata i ciljeva u zraku. Maksimalni domet motrenja bio je 400 nautičkih milja (oko 720 kilometara) što je bilo iznimno dobro za ono vrijeme. Međutim, pokazalo se da je AN/SPS-32/33 nepouzdan i kompliciran (skup) za održavanje te je tijekom velike modernizacije krstarice od 1980. do 1982. uklonjen i zamijenjen radarima manjeg dometa, ali znatno veće pouzdanosti. Ipak svi tehnološki dosezi i prikupljena iskustva nisu bila uzaludna jer je na tim temeljima razvijen danas najsuvremeniji brodski radarski sustav: AN/SPY-1.
Na središnji jarbol postavljen je SPS-40. Taj 3D radar dometa motrenja do 400 kilometra na sebe je preuzeo zadaću otkrivanja i praćenja ciljeva na velikim udaljenostima. Kao potpora na novopostavljeni krmeni rešetkasti jarbol postavljena je antena 2D radara SPS-49 dometa motrenja 457 kilometra. Za otkrivanje ciljeva na vrlo malim visinama na vrh središnjeg jarbola postavljena je antena radara AN/SPS-65. Za otkrivanje i borbu protiv podmornica Long Beach su opremili aktivnim sonarom SQQ-23.

## Naoružanje
U svojoj osnovi Long Beach je bila krstarica namijenjena protuzračnoj obrani flote, posebno njezinog najvažnijeg broda, nosača zrakoplova. U tu su je svrhu opremili s dva vođena PZO raketna sustava, Terrier i Talos. Dva dvostruka lansera raketnog sustava Terrier smještena su na pramčani dio broda. Inačica RIM-2F imala je maksimalni domet 35 kilometra, a na cilj se navodila uz pomoć iluminacijskog radara SPG-55. Krstarica je imala četiri ova radara, dva postavljena iza lansera i ispred nadgrađa. Druga dva postavljena su visoko na krov nadgrađa i omogućavala su gađanje i ciljeva koji lete neposredno iznad površine mora. Tijekom velike modernizacije početkom osamdesetih Terrier je zamijenjen raketnim sustavom Standard.
Na krmenom dijelu broda postavljen je jedan dvostruki lanser za PZO raketni sustav Talos. Raketa tog sustava imala je maksimalni domet od čak 120 kilometara. Imala je vođenje po snopu sa završnim poluaktivnim radarskim vođenjem. Za vođenje rakete na srednjoj trajektoriji koristio se radar SGP-56. On je istodobno pratio cilj i vodio raketu po snopu. U završnoj fazi leta uključivao se radar SPG-49 radi poluaktivnog radarskog vođenja (SARH). Radari su smješteni na krmeni dio broda iznad lansera. Ukupno je na Long Beachu bilo maksimalno 166 protuzračnih raketa.
Početkom osamdesetih Talos je uklonjen da bi se napravio prostor za smještaj dva četverostruka lansera krstarećih projektila Tomahawk. Na mjesta radara za vođenje postavljena su dva topnička sustava za proturaketnu borbu CIWS Phalanx. Za protupodmorničku borbu postavljen je jedan osmerostruki lanser protupodmorničkih vođenih projektila ASROC dometa tek nešto manje od 10 kilometra. Lanser su postavili otprilike na sredini broda, odmah iza zapovjednog nadgrađa. Iako prvobitno nije bilo predviđeno postavljanje topničkog naoružanja, posebnom zapovijedi predsjednika Johna Kennedyja tijekom 1962. postavljena su dva 127 mm (5 inčna) topa kako bi se osigurala minimalna zaštita broda od malih brzih plovila. Long Beach je dobila i hangar za helikopter u krmi, ali je on kasnije maknut, što zbog problema s dizalom što zbog potrebe da se na to mjesto postave lanseri projektila Tomahawk.

### Zajednički poslužitelj
|  | Zajednički poslužitelj ima stranicu o temi USS Long Beach (CGN-9)    |
|  | Zajednički poslužitelj ima još gradiva o temi USS Long Beach (CGN-9) |

## Vanjske poveznice
- (en) USS Long Beach na fas.org  Arhivirana inačica izvorne stranice od 9. lipnja 2010. (Wayback Machine)
- (en) USS Long Beach na mesotheliomaweb.org  Arhivirana inačica izvorne stranice od 10. srpnja 2010. (Wayback Machine)
- (en) USS Long Beach na globalsecurity.org